# SpaceX CRS-16
SpaceX CRS-16 – szesnasta misja zaopatrzeniowa  statku Dragon firmy SpaceX do Międzynarodowej Stacji Kosmicznej w ramach programu Commercial Resupply Services organizowanego przez NASA. Start pierwotnie był zaplanowany na 29 listopada 2018 roku, przesunięty na 5 grudnia 2018. Statek dostarczył 2573 kg ładunku na ISS, w tym: zapasy, części zamienne oraz sprzęt do eksperymentów naukowych.